# پیتر دمینگ
پیتر دِمینگ (به انگلیسی: Peter Deming؛ زادهٔ ۱۳ دسامبر ۱۹۵۷) فیلم‌بردار اهل ایالات متحده آمریکا است. 
دمینگ همکاری‌های متعددی با کارگردان‌هایی نظیر وس کریون، دیوید لینچ، جی روچ و سم ریمی داشته‌است.

## فیلم‌شناسی

### آثار سینمایی
| سال تولید | نام                                  | کارگردان       |
| ۱۹۸۷      | مرده شریر ۲                          | سم ریمی        |
| ۱۹۸۸      | مترسک                                | ویلیام وسلی    |
| ۱۹۹۰      | چرا من؟                              | جین کوئینتانو  |
| ۱۹۹۰      | مهمانی خانگی                         | رجینالد هارلین |
| ۱۹۹۱      | سوزاننده‌ها                           | دیوید بیرد     |
| ۱۹۹۱      | دراپ دد فرد                          | آته د جونگ     |
| ۱۹۹۲      | پسرعمویم وینی                        | جاناتان لین    |
| ۱۹۹۳      | اسلحهٔ پر                             | جین کوئینتانو  |
| ۱۹۹۴      | اس.اف.دبلیو                          | جفری لوی       |
| ۱۹۹۷      | بزرگراه گمشده                        | دیوید لینچ     |
| ۱۹۹۷      | آستین پاورز: مرد بین‌المللی رمز و راز | جی روچ         |
| ۱۹۹۷      | جیغ ۲                                | وس کریون       |
| ۱۹۹۹      | موسیقی قلب                           | وس کریون       |
| ۲۰۰۰      | جیغ ۳                                | وس کریون       |
| ۲۰۰۱      | جادهٔ مالهالند                        | دیوید لینچ     |
| ۲۰۰۱      | از جهنم                              | برادران هیوز   |
| ۲۰۰۲      | آستین پاورز: در عضو طلایی            | جی روچ         |
| ۲۰۰۲      | مردمی که من می‌شناسم                  | دنیل آلگرانت   |
| ۲۰۰۴      | پیچ‌خورده                             | فیلیپ کافمن    |
| ۲۰۰۴      | قلب من هاکبی                         | دیوید او. راسل |
| ۲۰۰۵      | جلیقه                                | جان می‌بوری     |
| ۲۰۰۵      | شایعه شده...                         | راب راینر      |
| ۲۰۰۷      | شانس تو                              | کرتیس هنسن     |
| ۲۰۰۷      | زندگی زناشویی                        | آیرا ساکس      |
| ۲۰۰۸      | استاد عشق                            | مارکو اشنابل   |
| ۲۰۰۹      | مرا به دوزخ بکشان                    | سم ریمی        |
| ۲۰۱۰      | دیشب                                 | مسی تاجدین     |
| ۲۰۱۱      | جیغ ۴                                | وس کریون       |
| ۲۰۱۲      | کلبه‌ای در جنگل                       | درو گودارد     |
| ۲۰۱۳      | از بزرگ و قدرتمند                    | سم ریمی        |
| ۲۰۱۶      | اکنون مرا می‌بینی ۲                   | جان ام. چو     |
| ۲۰۲۰      | کاپون                                | جاش ترانک      |
| ۲۰۲۰      | جهش‌یافته‌های جدید                     | جاش بون        |
| ۲۰۲۲      | صورت‌غذا                              | مارک مایلود    |
| ۲۰۲۳      | ازدواج ناگزیر                        | جیسون مور      |
| --------- | ------------------------------------ | -------------- |
| TBA       | مرد نجواگر                           | جیمز اشکرافت   |

### آثار تلویزیونی
| سال تولید | نام                                    |
| ۱۹۹۳      | اتاق هتل                               |
| ۲۰۰۰      | اگر این دیوارها می‌توانستند صحبت کنند ۲ |
| ۲۰۱۷      | توئین پیکس                             |
| ۲۰۲۰      | پرنده ارباب خوب                        |
| ۲۰۲۳      | کانتیننتال                             |
| --------- | -------------------------------------- |